# Fallet Cash
Fallet Cash är en svensk film från 1976 med Jonas Åberg som regissör, producent och fotograf.

## Om filmen
Filmen spelades in mellan 1972 och 1976 i Umeå och premiärvisades den 8 juni 1976 på Folkets Bio i Umeå.
Denna film hör tyvärr till de svenska ljudfilmer som har gått förlorade, helt eller till stora delar, och någon känd bevarad intakt kopia eller förekomsten av original- eller bevarandematerial, finns inte. https://www.svenskfilmdatabas.se/sv/item/?type=film&itemid=4976#no-digi-about-the-film

## Rollista
- Anders Lindquist – James Cash, agent
- Agneta Dahlqvist – Danielle
- Inga Kjellgren – ordförande
- Lars-Erik Johansson – inbrottsexpert
- Ingemar Sjödin – antifascist
- Torgny Stigbrand – Parker
- Odd Lindell – infiltratör
- Hans Häggmark	– raggarledare
- Maria Brännström – Norrlandsflicka
- Jonas Åberg – Basjenkow

### Fotnoter
1. 1 2  ”Fallet Cash”. Svensk Filmdatabas. http://sfi.se/sv/svensk-filmdatabas/Item/?itemid=4976&type=MOVIE&iv=Basic&ref=/templates/SwedishFilmSearchResult.aspx?id%3d1225%26epslanguage%3dsv%26searchword%3dfallet+cash%26type%3dMovieTitle%26match%3dBegin%26page%3d1%26prom%3dFalse. Läst 2 maj 2013.